# مشبك الحلمة

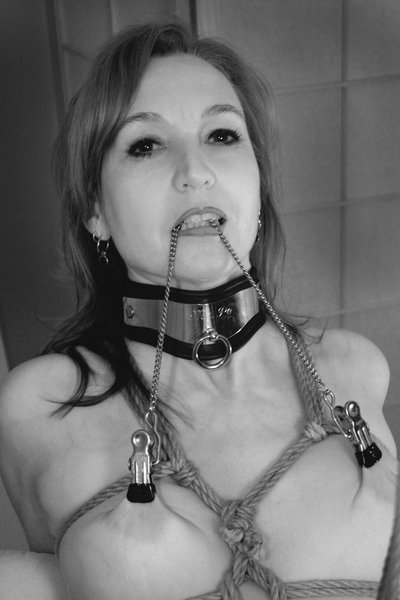

مشبك الحلمة أو قامطة الحلمة هو أداة جنسية. وهو مشبك يُوضع على حلمات أي شخص بغض النظر عن جنسه لزيادة الإثارة الجنسية. يسبب المشبك الألم من خلال قرص الحلمة، وتقليل الإمداد الدموي، وإعادة إدخال التدفق الدموي. تستخدم مشابك الحلمة في بعض أنشطة الجنس السادي والمازوخي مثل تعذيب الثدي. الأنواع الرئيسية لمشابك الحلمة هي مشبك ملقط الملابس، مشبك الملقاط، مشبك ورقة البرسيم، والمشبك الثاقب، كما يمكن استخدام أي أداة تقوم بالضغط المباشر على الحلمة غير ذلك.
غالبًا ما تستخدم المشابك في شكل أزواج وغالبًا ما تكون متصلة بسلسلة. قد يتم تعليق أوزان على المشابك لزيادة الألم عن طريق زيادة الضغط والقرص. يمكن لف السلسلة خلف قطعة ثابتة من الأثاث الجنسي مثل القائم، بحيث عندما يتم حث مرتديها على القفز أو التحرك بشكل مفاجئ، يزداد الألم بسحب الحلمتين. تنوع آخر ممكن هو إيصال سلسلة أخرى بسلسلة المشبك الرئيسية، ويتم توصيل نهاية السلسلة الإضافية بمشبك متصل بالبظر إذا كان المرتدي أنثي، أو بحلقة القضيب إذا كان ذكرًا. يُعرف هذا الاختلاف باسم مشابك واي "Y" نظرًا لشكل السلسلة حينئذ التي تربط ثلاث نقاط مختلفة في الجسم.

## مشبك ملقط الملابس
يشبه مشبك ملقط الملابس أي ملقط ملابس عادي متواجد في المنزل، فهو عبارة عن قطعتين قصيرتين من المعدن يتصلان بزنبرك لإبقاء الطرف الآخر مغلقًا؛ ويُصنع في أبسط أشكاله على هيئة مشبك التمساح "crocodile clip" التقليدي. عادة ما تكون أطراف المشبك المسننة مغطاة بغطاء مطاطي قابلة للإزالة وذلك لحماية الحلمة من الضرر وتقليل الألم. غالبًا ما يأتي هذا النوع مع براغي لضبط الضغط الواقع على الحلمة.

## مشبك الملقاط
يتكون مشبك الملقاط من قطعتين قصيرتين من المعدن لا يزيد طولهما عن 5-10 سم (2-4 بوصات). يتم تثبيت القطعتين معًا في طرف ما ويفتحان من الطرف الآخر (مثل الملقاط العادي بالضبط). يتم تصميم النهايات المفتوحة لتكون منحنية قليلاً وذلك لتحسين قدرتها على إمساك الحلمة. يتم تغطية هذه النهايات بقطعة مطاطية حجمها 1 سم لحماية الحلمة من الضرر وتقليل احتمالية الانزلاق. توجد حلقة صغيرة ملتفة حول قطعتي المعدن وتستخدم لضبط الضغط الواقع على الحلمة. يقوم المستخدم بوضع القطع المعدنية على جانبي الحلمة، ثم إغلاقهما معًا عن طريق تحريك الحلقة على محور المشبك باتجاه الحلمة. وبالتالي يمكن ضبط الضغط اعتمادًا على موقع الحلقة، فكلما كانت الحلقة أقرب للحلمة، كلما كان المشبك أكثر إحكامًا.

## مشبك ورقة البرسيم
يعرف مشبك ورقة البرسيم أيضًا باسم «مشبك الفراشة». وهو ذو تصميم ياباني ويمسح بتطبيق ضغطًا متزايدًا إذا تم سحبه. المشبك نفسه مسطح وحجمه حوالي 5 سم × 10 سم (2 × 4 بوصات). يتم وضع المشبك على الحلمة ويتم تثبيته في مكانه عن طريق توتر النابض. يسمح المشبك عادة بمستوى ألم شديد الحدة، ويستخدم في الأغلب من قبل المستخدمين الأكثر خبرة. يمكن ربط أوزان صغيرة -مثل غطاسات صنارة الصيد- بنهاية المشبك لزيادة الضغط الواقع على الحلمات. يتم إغلاق نهايتي المشبك عن طريق زيادة الضغط الجاذب عليهما، فيزداد إحكام المشبك بازدياد كمية ضغط الجذب. كما يمكن استخدام هذا المشبك لتثبيت الفرد في مكانه. فإذا تم ربط سلك متصل بالمشبك إلى مكان ثابت، فلن يتمكن مرتديه من التحرك بعيدًا لأن المشابك ستسحبه أثناء تحركه. يتم في النهاية إزالة المشابك عن الحلمات، ولكن ليس قبل الشعور بألم كبير يرضي مرتديه. قد يحدث تهيج للحلمات إذا تم وضع المشابك لفترة طويلة جدًا.